# Lagoa da Maraponga
Lagoa da Maraponga é uma lagoa localizada na cidade de Fortaleza, Brasil, no bairro de mesmo nome.
É parte integrante do Parque Ecológico da Lagoa da Maraponga, um dos principais equipamentos de lazer do bairro em que está localizada. Entretanto, há a informação de que ela tem ligações clandestinas de esgoto, tanto mencionadas pela imprensa, quanto admitidas pela Semace - Suerintendência Estadual do Meio Ambiente - que fluem para suas águas, tornando-as impróprias para o banho.